# Canal 9 Bío-Bío Televisión
Canal 9 Bío-Bío Televisión sau Canal 9 este un canal local de televiziune situat în orașul Concepción, regiunea Biobío, Chile, 
lansat pe 5 decembrie 1991. Programele sunt difuzate în limba spaniolă.

## Slogan
- 1991 - 2007: Nuestro canal
- 2008 - 2012: Tu TV / Tu te ves
- 2012 - : Te veo bien